# 최고다! 호기심딱지
《최고다! 호기심딱지》는 EBS 1TV에서 2014년 3월 26일부터 방송되는 과학, 건강 전문 어린이 프로그램이다.

## 기획 의도
호기심 딱지를 완성하여 절대딱지를 획득한 유아를 위한 과학, 인체 탐험으로 한 프로그램이다.

## 방송 시간
| 방송 채널 | 방송 기간                          | 방송 시간                                  | 방송 분량 |
| --------- | ---------------------------------- | ------------------------------------------ | --------- |
| EBS 1TV   | 2014년 3월 26일 ~ 2015년 2월 25일  | 매주 수요일 아침 8:50 ~ 오전 9:05          | 15분      |
| EBS 1TV   | 2015년 3월 2일 ~ 3월 16일          | 매주 월요일 아침 8:35 ~ 8:50               | 15분      |
| EBS 1TV   | 2015년 12월 28일 ~ 2016년 2월 22일 | 매주 수요일 아침 8:35 ~ 8:50               | 15분      |
| EBS 1TV   | 2016년 8월 31일 ~ 2017년 2월 22일  | 매주 수요일 아침 8:35 ~ 8:50               | 15분      |
| EBS 1TV   | 2017년 3월 1일 ~ 6월 22일          | 매주 수요일 ~ 목요일 아침 8:45 ~ 오전 9:00 | 15분      |
| EBS 1TV   | 2019년 4월 19일 ~ 5월 24일         | 매주 금요일 아침 8:45 ~ 오전 9:00          | 15분      |
| EBS 1TV   | 2019년 5월 27일 ~ 8월 20일         | 매주 월요일 ~ 화요일 아침 8:45 ~ 오전 9:00 | 15분      |
| EBS 1TV   | 2019년 8월 26일 ~ 2020년 3월 25일  | 매주 월요일 ~ 수요일 아침 8:45 ~ 오전 9:00 | 15분      |
| EBS 1TV   | 2020년 3월 30일 ~ 8월 21일         | 매주 평일 저녁 7:30 ~ 7:45                 | 15분      |
| EBS 1TV   | 2020년 8월 26일 ~ 2021년 8월 27일  | 매주 수요일 ~ 금요일 아침 7:45 ~ 8:00      | 15분      |
| EBS 1TV   | 2021년 8월 30일 ~ 2022년 2월 22일  | 매주 월요일 ~ 화요일 아침 7:45 ~ 8:00      | 15분      |
| EBS 1TV   | 2022년 11월 2일 ~ 2023년 3월 30일  | 매주 수요일 ~ 목요일 오전 9:05 ~ 9:20      | 15분      |
| EBS 1TV   | 2023년 4월 3일 ~ 현재              | 매주 월요일 저녁 5:45 ~ 6:00               | 15분      |

## 역대 호기심딱지 캐릭터 소개
| 역대 | 호기심 대장                 | 출연 기간                         |
| ---- | --------------------------- | --------------------------------- |
| 1대  | 와이맨                      | 2014년 3월 26일 ~ 9월 27일        |
| 2대  | 호빵, 닥터 몸박사,김 간호사 | 2014년 9월 24일 ~ 2017년 6월 22일 |
| 3대  | 호빵, 호떡                  | 2019년 4월 19일 ~ 2022년 2월 22일 |

## 최고다 호기심딱지 뮤지컬
공연 제작사인 디멘션 주식회사가 본 공연을 제작하고 전국 투어를 진행하고 있습니다.
공연과 함께 다양한 MD 상품도 제작·판매 중이며, AR 카드, AR 컬러링북 등 ‘호기심딱지’ 방송에서 소개된 증강현실 기술을 활용한 콘텐츠로 관객들의 큰 호응을 얻고 있습니다.
✅ 온라인 공식 스토어
https://smartstore.naver.com/dimensioninc

## 여담
- 지난 보니하니 유튜브에서 초등력자 리턴즈로 출연한 보니, 하니가 나왔다. 호기심딱지에서 "호기심보하"의 주제로 '물은 어떻게 순환하는 걸까" 제목을 통해 붙여졌고, 이 프로그램은 예능 프로그램이며, 물의 순환 과정을 통해 서울특별시가 협찬을 받았다.[3]

## 같이 보기
관련 항목
- 과학
- 건강

방송 프로그램
- 과학카페, 과학스페셜, 궁금한 일요일 장영실쇼 (KBS 1TV)
- 발칙한 사물 이야기 다빈치 노트, 과학수사대 스모킹 건 (KBS 2TV)
- 사이언스 탐정, 한자로 통(通)하는 삼국지 (EBS 2TV)
- 맨 인 블랙박스 (SBS TV)
- 한문철의 블랙박스 리뷰 (JTBC)
- 권용주, 김나진의 차카차카 (MBC 표준FM)